# دریاچه فشافویه
دریاچه فَشافویه دریاچه‌ای است مصنوعی که در بخش فشاپویه شهرستان ری استان تهران قرار دارد. این دریاچه در سال ۱۳۸۵ خورشیدی ساخته شده و حدود ۷ هکتار مساحت دارد. در سال ۱۳۸۷ خورشیدی امکاناتی برای تفریحات آبی به دریاچه فشافویه آورده شد و عملیات عمرانی در آنجا آغاز و راه‌اندازی شد.
راه دسترسی به دریاچه: اتوبان تهران قم- کیلومتر ۱۸ بعد از عوارضی- کیلومتر ۵ بعد از زیرگذر اتوبان (تقاطع رباط کریم) به سمت حسن‌آباد، است.

## تاریخچه
این دریاچه در سال ۱۳۸۵ ساخته شد و از ابتدا قرار نبود فشافویه یک دریاچه تفریحی و گردشگری باشد، اما آنهایی که از بوجود آمدن آن خبر داشتند، روزهای تعطیل روانه فشافویه می‌شدند تا کمی تفریج کنند و تا سال ۱۳۸۶ حتی برخی از مردم، با جت اسکی‌های شخصی، در دریاچه فشافویه تفریح می‌کردند. این اقبال مردمی، باعث شد شرکت آب اسکی فشافویه تأسیس شود و امکاناتی برای تفریحات آبی در دریاچه به فشافویه بیاورد. اسفند ۱۳۸۷، این اتفاق افتاد. البته تا تابستان ۱۳۸۸، خبری از بلیت فروشی و عضوگیری نبود. فعالیت‌های عمرانی در اطراف دریاچه تا تیرماه سال ۱۳۸۸ ادامه داشت.

## ورود فاضلاب و مرگ ماهیان
در اردیبهشت‌ماه سال ۱۳۹۳ مسئولان از مرگ دو میلیون ماهی در دریاچه فشافویه به خاطر ورود فاضلاب شهری خبر دادند. به گفته رئیس سازمان حفاظت محیط زیست ایران، پرورش ماهی در فشافویه با فاضلاب بوده‌است. این ماهی‌ها از سال ۱۳۸۶ در بازار فروخته می‌شوند. اداره محیط زیست شهرری هم اعلام کرد «ورود فاضلاب خام شهرک واوان» به این دریاچه باعث این کشتار شده‌است.